# ティーアンドエス
株式会社ティーアンドエス（英: T&S Co., Ltd.）は、埼玉県越谷市に本社を置く各種スーツケースの製造販売をおこなう会社である。2002年創業。

## 概要
2002年（平成14年）斉瑞成により埼玉県越谷市にて創業。主にスーツケース、キャリーバッグ、旅行用品の企画から生産にいたるまで行っている。
2013年（平成25年）3月30日に千葉テレビで放映されたサンドウィッチマンが司会を務める「SANDWICH-MAN QUIZ THE PRESEN SHOW(クイズ　ザ・プレゼンショー)」にてティーアンドエスのスーツケースが紹介された。
2015年（平成27年）、「アンカープラス（製品番号6701）」と「トラベルメーター（製品番号6703）」がドイツのデザイン賞であるレッドドットデザインアワードのプロダクト部門で受賞した事もあり、受賞製品は2015年5月2日にテレビ埼玉で放送されたビジネス情報番組「埼玉ビジネスウォッチ」や、2015年5月18日にBS12ch TwellV（トゥエルビ）で放送されたバラエティ情報番組「ドランクドラゴンのバカ売れ研究所!」の番組内でも紹介された。
2015年11月に「越谷市優良事業所・優良従業員等表彰」を受彰、越谷市の産業発展と向上に大きく寄与したとして越谷市から表彰された。
また、同社は特許・実用新案・意匠登録・商標登録を数多く登録している。

## 沿革
- 2002年 - 斉瑞成が、株式会社ティーアンドエスを設立。
- 2010年 - 本社を越谷市弥生町へ移転。
- 2011年 - 春日部物流センター新築移転。
- 2015年 - ハンドル連動型ストッパー付きスーツケース「アンカープラス(製品番号6701)」と重量計測機能付きスーツケース「トラベルメーター(製品番号6703)」がレッドドットデザインアワードプロダクト部門にて受賞。[7][8]
- 2021年 - 代表取締役社長に斉真希が就任。

## 事業所
- 本社 ：〒343−0816 埼玉県越谷市弥生町1番12号
- 物流センター：〒344-0123 埼玉県春日部市永沼758番地

## 主要ブランド
- Legend Walker（レジェンドウォーカー） - 主にスーツケース、他にケースベルトやケースカバーなどの旅行用品などを展開
- World Trunk（ワールドトランク） - 主にトランク、他にポーチなどの携帯旅行用品などを展開
- PETiCO（ペチコ）- 主にペットキャリーやペットリュックなどのペット用品を展開

## 主要取引先
- ゼビオ株式会社[1]
- 株式会社東京デリカ[1]
- 株式会社カンガルー堂[1]
- 株式会社東急ハンズ[1]
- 株式会社カインズ[1]
- 株式会社モリタ[1]
- 株式会社大丸松坂屋百貨店[1]
- 株式会社ヨドバシカメラ[1]
- 株式会社ロフト[1]
- 株式会社近鉄百貨店[1]
- DCMホールディングス株式会社[1]
- イオンリテール株式会社[1]